# 나가노하라정
나가노하라정(일본어: 長野原町 나가노하라마치[*])은 일본 군마현 북서부에 있는 아가쓰마군의 정이다.

## 지리
군마현 북서부에 위치하고 지역의 대부분이 높이 500m 이상의 고지이다. 동서로 뻗어 있는 북부는 아가쓰마강 유역에 거의 속한다. 남부는 아사마 고원 지대에 거의 속하고 서부로부터 남쪽으로 뻗어 아사마 산기슭에 이른다. 지형은 아사마 고원지대를 제외하고 산지이다.
북쪽으로 시라네산, 남쪽으로 아사마산이 있고 그 때문에 토질은 화산재 흙, 자갈토 부분이 많다. 산악에 둘러싸여 있고 기온이 낮아 경작에 적합하지 않다. 하천은 아가쓰마강과 그 지류 모두 급류로 강바닥의 침식이 심하다. 특히 아가쓰마강은 하안단구를 형성하고 그 하안단구상에 주된 취락이 있다.
남부의 기온은 홋카이도 수준으로 연평균 기온은 8℃ 전후, 최난월(8월)의 평균 기온은 20℃ 전후, 최한월(2월)의 평균 기온은 ―4℃ 전후이다. 특히 여름은 30℃를 넘기는 일이 보기 드물고 실제로 피서지로 이용되고 있다. 북부는 평균 기온이 2, 3℃ 높다.
강수량은 연간 1,200~1,500mm로 간토 지방 평야부와 다르지 않고, 강수량 차이는 지형의 영향을 받기 때문에 북부와 남부를 비교할 수는 없다.

## 역사
- 1889년 4월 1일 - 정촌제 시행과 함께 아가쓰마군에 나가노하라정이 성립하였다.

## 인구
| 연도 | 인구  | ±%     |
| ---- | ----- | ------ |
| 1920 | 5,057 | —      |
| 1930 | 5,509 | +8.9%  |
| 1940 | 5,802 | +5.3%  |
| 1950 | 8,018 | +38.2% |
| 1960 | 8,113 | +1.2%  |
| 1970 | 7,342 | −9.5%  |
| 1980 | 7,237 | −1.4%  |
| 1990 | 6,878 | −5.0%  |
| 2000 | 6,939 | +0.9%  |
| 2010 | 6,011 | −13.4% |

## 교통

### 철도
- 동일본 여객철도 아가쓰마선

### 도로
- 국도 144호선
- 국도 145호선
- 국도 146호선(일본어판)
- 국도 292호선
- 국도 406호선